# Bloodhound SSC

Bloodhound SSC (Bloodhound Supersonic Car), är en av världens snabbaste bilar (eller den snabbaste). Bilprojektet föreslogs 2006 och offentliggjordes 2008. Bygget sker i Bristol och projektet drivs av The Bloodhound Project. Målet är att bilen 2014 ska nå upp till drömgränsen 1000 miles i timmen, det vill säga 1610 kilometer i timmen. För att nå denna enorma hastighet används dels en jetmotor, Eurojet EJ200, och dels även en hybridraketmotor. En tredje motor, Jaguar V8 används som bränslepump åt hybridraketmotor.. En prototyp till superbilen visades första gången hösten 2010 på Farnborough International Air Show. Färdigställandet den riktiga rekordbilen har därefter fortsatt och enligt planen skall bilen köras 320 kilometer i timmen på någon testbana i Storbritannien under 2017, som en sista kontroll inför rekordförsöket i Sydafrika. Andy Green, RAF-pilot och innehavare av nuvarande fartrekord på land, är den som enligt planen skall agera förare under rekordförsöket.

## Utveckling
Projektet offentliggjordes den 23 oktober 2008 på Science Museum i London av Lord Drayson - dåvarande Vetenskapsminister i Storbritanniens Department for Innovation, Universities and Skills.

## Design

### Hjul
De fyra hjulen med en diameter på 91cm kommer att rotera med upp till 10.200 rpm och är tillverkade av aluminium.
Jetmotorn skall få bilen till 480 km/h då hybridraketmotor aktiveras och bör få den till 1609 km/h (1000mph).
Sittbrunnen tillverkas av kolfiber baserat på F1 bilar och karossen av titaniumplåtar.